# Marie-José Pérec
Marie-José Juliana Pérec (* 9. Mai 1968 in Basse-Terre, Guadeloupe) ist eine ehemalige französische Leichtathletin, die in den 1990er Jahren besonders im Langsprint zur Weltklasse gehörte.

## Karriere
Pérec errang insgesamt drei Goldmedaillen bei Olympischen Spielen: 1992 in Barcelona über 400 Meter und 1996 in Atlanta über 200 und 400 Meter. Sie war damit die erste Athletin, der zweimal ein Sieg über die 400 Meter gelang und die zweite, die einen Doppelsieg errang. Außerdem errang sie über ihre Spezialstrecke auch zweimal (1991 in Tokio und 1995 in Göteborg) den Titel einer Weltmeisterin sowie 1994 in Helsinki die Europameistertitel über 400 Meter und mit der französischen Staffel über 4-mal 400 Meter.
Über lange Jahre war Pérec über 400 Meter Hauptkonkurrentin der Deutschen Grit Breuer. Bei Großereignissen siegte meist Pérec. Nach 1996 konnte sie aufgrund diverser Verletzungen und Krankheiten nur an wenigen Wettkämpfen teilnehmen. So musste sie beispielsweise die Teilnahme an den Weltmeisterschaften 1997 und 1999 absagen.
Bei den Olympischen Spielen 2000 in Sydney sollte ihr Duell über 400 Meter gegen die australische Volksheldin Cathy Freeman einer der Höhepunkte der Wettbewerbe werden. Dazu kam es nicht: Die Französin fühlte sich durch die australische Presse belästigt und verfolgt und reiste daher zusammen mit ihrem damaligen Lebenspartner Anthuan Maybank vorzeitig ab. 2004 gab Pérec ihren Rücktritt bekannt. Im März 2010 wurde sie Mutter eines Sohnes; Vater ist der ehemalige Freestyle-Skifahrer Sébastien Foucras.
Pérec ist 1,80 m groß und wog zu Wettkampfzeiten 60 kg. Zu ihren Trainern zählten unter anderem Marita Kochs Trainer und Ehemann Wolfgang Meier und der US-Amerikaner John Smith, die beide mit Doping in Verbindung gebracht wurden.
1992 und 1996 wurde Pérec von der Sportzeitung L’Équipe zu Frankreichs Sportlerin des Jahres („Champion des champions“) gewählt. Ebenfalls 1996 wählte die italienische Sportzeitung La Gazzetta dello Sport Pérec zur Weltsportlerin des Jahres. 2013 fand sie Aufnahme in die IAAF Hall of Fame. Bei der Eröffnungsfeier der Olympischen Spiele 2024 in Paris entzündete sie gemeinsam mit Judoka Teddy Riner das olympische Feuer.

## Bestzeiten im Freien
- 100 m: 10,96 s, 27. Juli 1991, Dijon (ehemaliger französischer Rekord)
- 200 m: 21,99 s, 2. Juli 1993, Villeneuve-d’Ascq (französischer Rekord; Stand August 2009)
- 400 m: 48,25 s, 29. Juli 1996, Atlanta (Olympischer und Landesrekord, Rang drei der ewigen Weltbestenliste; Stand August 2009)
- 400 m Hürden: 53,21 s, 16. August 1995, Zürich (französischer Rekord; Stand August 2009)